# بورش 911 جي تي3
بورش 911 جي تي3 هي سيارة رياضية عالية الأداء معدة للسباقات، بدأ إنتاجها في عام 1999 وأطلق الجبل الخامس منها في عام 2013 لتحتفل بمرور الذكرى الخمسين على إطلاق طراز بورش 911 الأسطوري. طالت التحديثات في الجيل الخامس المحرك والنظام الحركي والهيكل الخارجي، إشتملت السيارة الجديدة أيضاً على نظام التوجيه النشط للإطارات الخلفية.